# Rozalija Tilegenowa
Rozalija Tilegenowa (ur. 21 czerwca 1994) – kirgiska zapaśniczka. Zajęła 28 miejsce na mistrzostwach świata w 2015. Brązowa medalistka mistrzostw Azji w 2014, piąta w 2012 roku.